# Campeonato Panamericano de Judo de 1976
El X Campeonato Panamericano de Judo se celebró en Maracaibo (Venezuela) entre el 23 y el 25 de abril de 1976 bajo la organización de la Unión Panamericana de Judo.
En total se disputaron seis pruebas diferentes, todas ellas en la categoría masculina.

## Resultados

### Masculino
| Evento            | Oro                              | Plata                        | Bronce                                                        |
| ----------------- | -------------------------------- | ---------------------------- | ------------------------------------------------------------- |
| –63 kg            | Gerardo Padilla Vallejo · México | Enrique del Valle · Ecuador  | Mauro Junqueira · Brasil · Anelson Guerra · Brasil            |
| –70 kg            | Roberto Machusso · Brasil        | Randy Sumida Estados Unidos  | Andrés Puentes · México · Raúl Foullón · México               |
| –80 kg            | Clyde Worthen Estados Unidos     | Carlos Santos Motta · Brasil | Sergio Uribe · México · Walter Huber · Venezuela              |
| –95 kg            | Carlos Pacheco · Brasil          | Leo White Estados Unidos     | —                                                             |
| +95 kg            | Oswaldo Hatiro Ogawa · Brasil    | John Saylor Estados Unidos   | Miguel Ángel Rosell · Venezuela                               |
| Categoría abierta | Leo White Estados Unidos         | John Saylor Estados Unidos   | Carlos Eduardo Motta · Brasil · Oswaldo Hatiro Ogawa · Brasil |

## Medallero
| Núm. | País           | Oro | Plata | Bronce | Total |
| ---- | -------------- | --- | ----- | ------ | ----- |
| 1    | Brasil         | 3   | 1     | 4      | 8     |
| 2    | Estados Unidos | 2   | 4     | 0      | 6     |
| 3    | México         | 1   | 0     | 3      | 4     |
| 4    | Ecuador        | 0   | 1     | 0      | 1     |
| 5    | Venezuela      | 0   | 0     | 2      | 2     |
|      | TOTAL          | 6   | 6     | 9      | 21    |